# Missionsstation Cape Bedford

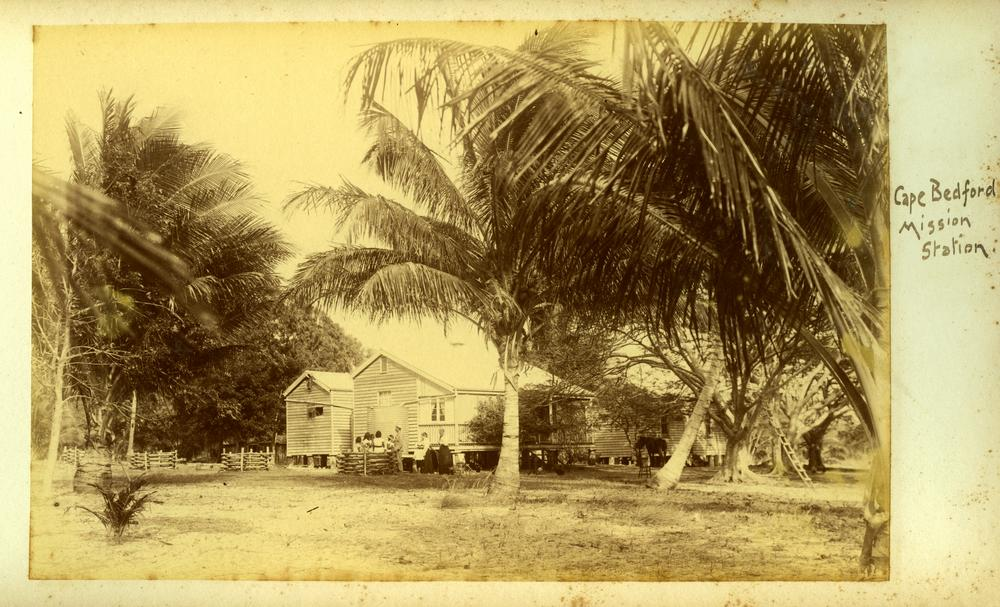
Schüler und Lehrer vor der Missionsstation Cape Bedford im Jahr 1899

Die Missionsstation Cape Bedford, auch Elim genannt, war die erste christliche Missionsstation auf der Kap-York-Halbinsel in Queensland in Australien. Betrieben wurde sie von der Neuendettelsauer Mission.

## Geschichte
Im November 1885 verließ der deutsche Missionar Johann Flierl die Missionsstation Killalpaninna in Begleitung von Johann Biar aus St. Kitts mit dem Ziel Kaiser-Wilhelms-Land (heutiges Papua-Neuguinea). Am 10. November 1885 fand Flierls Abordnungsfeier in der Kirche von Langmeil bei Tanunda statt. Auf dem Europa-Dampfer Iberia fuhren sie von Adelaide nach Sydney. In Sydney wurde ihnen vom deutschen Generalkonsul mitgeteilt, dass die einzige Schiffsverbindung von Cooktown nach Finschhafen von der Neuguinea-Kompagnie betrieben werde, auf dieser jedoch lediglich Angehörige der Firma transportiert werden würden. Ausnahmen müssten von der Zentrale in Berlin genehmigt werden. Flierl sandte sofort Briefe nach Light Pass und Neuendettelsau mit der Bitte, die erforderlichen Anträge in Berlin zu stellen.
Flierl und Biar begaben sich an Bord eines Küstendampfers in die Gegend von Cooktown, um dort auf die Möglichkeit zu warten, ein Schiff Richtung Kaiser-Wilhelms-Land zu besteigen. Die wenig konstruktive Haltung der Neuguinea-Kompagnie zwang Flierl und Biar zu einem mehrmonatigen Aufenthalt in Cooktown. Flierl versuchte dort, so viele Kontakte wie möglich zu knüpfen, die ihm dabei hätten helfen können, sein Ziel Neuguinea zu erreichen.
In Cooktown angekommen, warteten sie auf den kleinen Dampfer Papua, der aus Finschhafen erwartet wurde. Ihre Hoffnung, mit diesem Schiff die viertägige Reise nach Papua-Neuguinea antreten zu können, war ohnehin verschwindend gering. Allerdings strandete die Papua auf ihrer ersten Fahrt von Finschhafen nach Cooktown am 9. Dezember 1885 am Osprey Reef und ging mit fast der ganzen Ladung verloren. Alle Besatzungsmitglieder konnten gerettet werden, sie kamen auf Beibooten nach Cooktown.
Während seines Aufenthalts erkannte Flierl, dass es sich bei seinem Aufenthaltsort um ein gutes Missionsgebiet handelte. Deshalb stieg er in Verhandlungen mit der Regierung von Queensland ein über die Errichtung einer Missionsstation in Cape Bedford in der Nähe von Cooktown und einer weiteren Missionsstation am Bloomfield River. Im Januar 1886 reiste er, begleitet von Johann Biar, Martin Doblies, einem Aborigine-Polizisten, und einem Team von Aborigine-Helfern weiter nach Cape Bedford, etwa 30 km nördlich von Cooktown. Dort errichteten sie die Missionsstation Cape Bedford.
Nach etlichen Monaten erhielt Flierl die Nachricht, dass der Kapitän in Cooktown per Kabeltelegramm angewiesen worden sei, Flierl gratis erster Klasse von Cooktown nach Finschhafen zu befördern. Deswegen verließ Flierl die Missionsstation und wurde im Juni 1886 ersetzt durch Carl A. Meyer und seine Frau Emma.
1888 kam Wilhelm Georg Friedrich Poland nach Cape Bedford.
Im Jahr 1900 wurde die Missionsstation Cape Bedford geschlossen und an anderer Stelle unter dem Namen Hope Valley neu eröffnet.